# Christoph Güsken
Christoph Güsken (* 27. Februar 1958 in Mönchengladbach) ist ein deutscher Schriftsteller (Humorkrimis, Kinderbuch, Kriminalhörspiele).
Nach seinem Studium der Theologie in Bonn und Münster war er zunächst als Buchhändler tätig. Seit 1995 arbeitet Güsken als freier Autor. Güsken verfasst vornehmlich Kriminalromane. Zu seinen bekanntesten Werken zählen die Krimis um das Detektivgespann Bernie Kittel und Henk Voss. Anfangs arbeiten beide in Köln, ziehen dann aber später nach Münster. Diese Verlagerung des Schauplatzes spiegelt Güskens eigene Lebenssituation wider, denn auch der Rheinländer Güsken hat seine Wahlheimat nach Münster verlegt. Seine Romane folgen eher den Gesetzen der Komödie als denen des herkömmlichen Krimis.

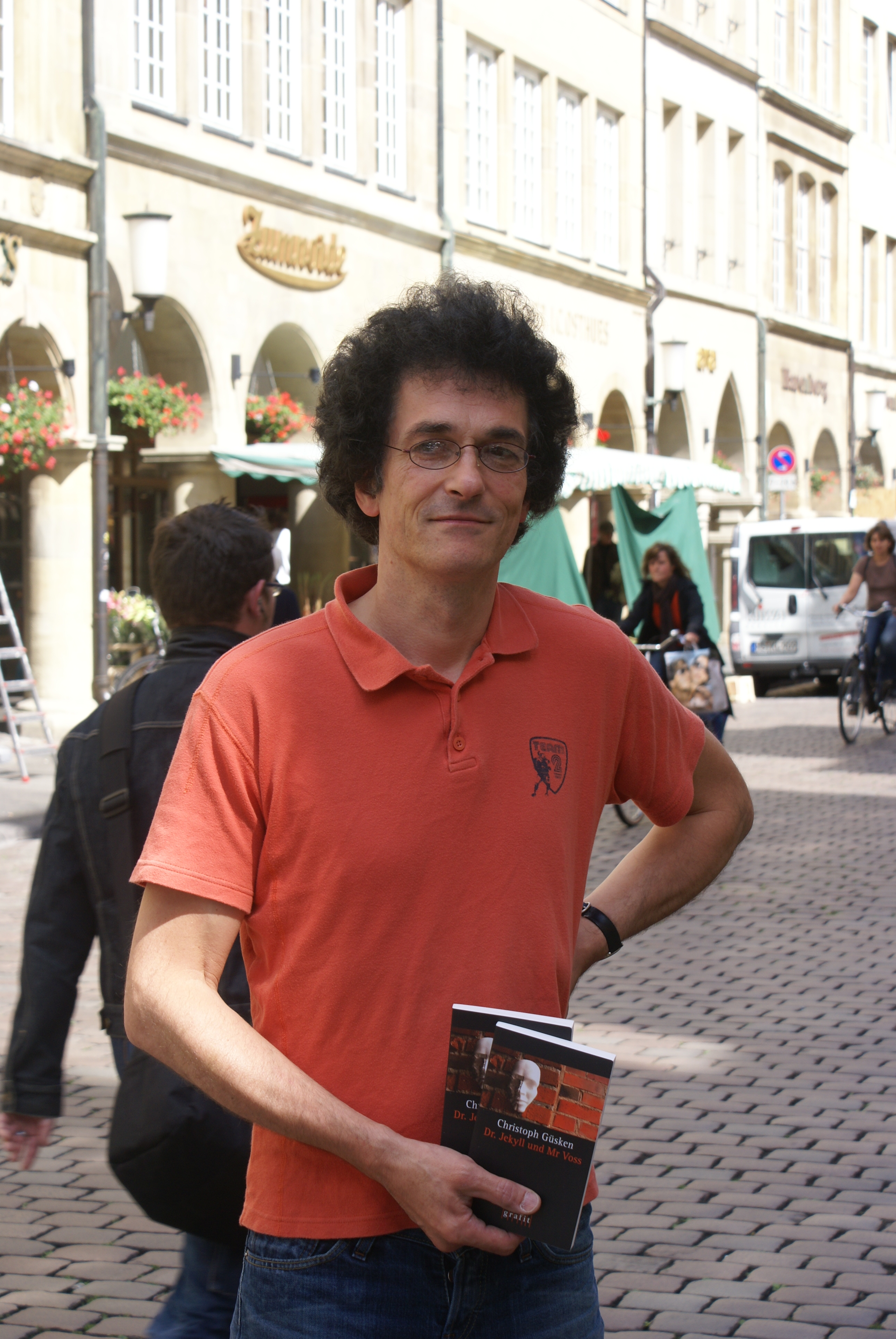
Christoph Güsken, Buchvorstellung in Münster im Juli 2007

## Werke

### Reihe Kittel und Voss
- Bis dann, Schnüffler, Grafit, Dortmund 1996.
- Schaumschlägers Ende, Grafit, Dortmund 1997.
- Mörder haben keine Flügel, Grafit, Dortmund 1998.
- Spiel's nicht noch mal, Henk, Grafit, Dortmund 1998.
- Pommes rot-weiß, Grafit, Dortmund 1999.
- Niemals stirbt man so ganz, Grafit, Dortmund 2000.
- Screamhilds Rache, Grafit, Dortmund 2001.
- Lambertis Fluch, Grafit, Dortmund 2003.
- Der Papst ist tot, Grafit, Dortmund 2004.
- Faust auf Faust, Grafit, Dortmund 2005.
- Dr. Jekyll und Mr Voss, Grafit, Dortmund 2007.
- Sensenmann lacht, Grafit, Dortmund 2008.
- Alles Wurst, Grafit, Dortmund 2010.

### Reihe Jungbluth und Bukowski
- Jungbluth und der Fastnachtsmord, Grafit, Dortmund 2002.
- Die ohne Sünde sind, Grafit, Dortmund 2004.
- Untäter, Grafit, Dortmund 2005.

### Reihe Niklas De Jong
- Der Tod fährt Rad, KBV, Hillesheim 2016.
- Das Wunder von Hiltrup, KBV Hillesheim 2017.
- Das Mordkreuz von Tilbeck, KBV Hillesheim 2018.
- Der Glöckner von St. Lamberti, KBV Hillesheim 2019.
- Kopflos am Aasee, KBV Hillesheim 2020.
- Der dunkle Lord von Münster, KBV Hillesheim 2021.
- Ganz miese Gesellschaft, KBV Hillesheim 2023.
- Lies mir das Buch vom Tod, KBV Hillesheim 2024.

### Andere Kriminalromane
- Angsthase, Pfeffernase, Grafit, Dortmund 1999.
- Alptraum in Blau, Grafit, Dortmund 2000.
- Der Untergang des Hauses K., Grafit, Dortmund 2001.
- Tod und Töttchen, Emons Verlag 2012.
- Schnappt Schröder!, Emons Verlag 2013.
- Tod an der Niers, Emons Verlag 2015.

### Kinderbücher
- Nashorn reißt aus, Stachelbart, Erlangen 2015.

### Sonstiges
- Minimom, Verlag Die Mücke. Katzmarz & Fieberg, Bonn 1988.

## Kriminalhörspiele
- Einer lacht zuletzt. Regie: Klaus Mehrländer (WDR 1995)
- Du stirbst nur zweimal. Regie: Michael Schlimgen (WDR 1996)
- Strawinskis rechte Hand. Regie: Günter Maurer (SDR 1998)
- Geisterfahrer. Regie: Thomas Leutzbach (WDR 1998)
- Ganz schön mutig. Regie: Petra Feldhoff (WDR 1999)
- Wyatt Earp auf Mallorca (WDR 2000)
- Blaubarts Gärtner. Regie: Christoph Dietrich (DLR Berlin 2004)
- Der Untergang des Hauses K. zwei Teile. Petra Feldhoff (WDR 2007)
- Singen im Dunkeln. Christoph Pragua (WDR 2011)
- Bänkersmahlzeit. Regie: Christoph Pragua (WDR 2012)
- Quotenkiller. Regie: Klaus-Michael Klingsporn (Dlf Kultur 2014)
- Gotteskrieger. Regie: Klaus-Michael Klingsporn (Dlf Kultur 2015)
- Schwere See, Regie: Klaus-Michael Klingsporn (Dlf Kultur 2017)